# Wereldkampioenschappen baanwielrennen para-cycling
De wereldkampioenschappen baanwielrennen para-cycling zijn wereldkampioenschappen voor verschillende disciplines in het baanwielrennen voor sporters met een lichamelijke beperking en worden vanaf 2007 georganiseerd door de UCI.
De eerste wereldkampioenschappen werden in 1994 georganiseerd door de IPC. Na een gezamenlijk georganiseerd WK in 2006 in het UCI Centre mondial du cyclisme in het Zwitserse Aigle, nam de UCI in 2007 de organisatie over.

## Categorieën
Tijdens het wereldkampioenschap wordt er gereden in de categorieën C1 tot C5, dit zijn sporters die gebruik maken van een racefiets, waarbij C1 de zwaarste beperkingen heeft en C5 de lichtste. Daarnaast zijn er ook tandem wedstrijden waarbij de stoker (achterste renner) een visuele beperking heeft.

## Edities
| Editie | Jaar | Plaats                 | Velodroom                              | Datum                     | Even.                     | Winnaar medaillespiegel   |
| ------ | ---- | ---------------------- | -------------------------------------- | ------------------------- | ------------------------- | ------------------------- |
| 18     | 2024 | Rio de Janeiro         | Velódromo Municipal do Rio             | 20-24 maart               | 48                        |                           |
| 17     | 2023 | Glasgow                | Sir Chris Hoy Velodrome                | 2-7 augustus              | 48                        |                           |
| 16     | 2022 | Montigny-le-Bretonneux | Vélodrome de Saint-Quentin-en-Yvelines | 20-23 oktober             | 48                        |                           |
| –      | 2021 | Rio de Janeiro         | Velódromo Municipal do Rio             | geannuleerd (25-28 maart) | geannuleerd (25-28 maart) | geannuleerd (25-28 maart) |
| 15     | 2020 | Milton                 | Mattamy National Cycling Centre        | 31 januari- 2 februari    | 40                        |                           |
| 14     | 2019 | Apeldoorn              | Omnisport Apeldoorn                    | 14-17 maart               | 37                        |                           |
| 13     | 2018 | Rio de Janeiro         | Velódromo Municipal do Rio             | 22-25 maart               | 31                        |                           |
| 12     | 2017 | Los Angeles            | ADT Event Center                       | 2-5 maart                 | 29                        |                           |
| 11     | 2016 | Montichiari            | Montichiari Velodrome                  | 17-20 maart               | 31                        |                           |
| 10     | 2015 | Apeldoorn              | Omnisport Apeldoorn                    | 26-29 maart               | 31                        |                           |
| 9      | 2014 | Aguascalientes         | Aguascalientes Bicentenary Velodrome   | 10-13 april               |                           |                           |
| 8      | 2012 | Los Angeles            | ADT Event Center                       | 9-12 februari             |                           |                           |
| 7      | 2011 | Montichiari            | Montichiari Velodrome                  | 11-13 maart               | 22                        |                           |
| 6      | 2009 | Manchester             | Manchester Velodrome                   | 6-8 november              | 24                        |                           |
| 5      | 2007 | Bordeaux               | Vélodrome du Lac                       | 19-27 augustus            |                           |                           |
| 4      | 2006 | Aigle                  | UCI Centre mondial du cyclisme         | 11-13 september           |                           |                           |
| 3      | 2002 | Augsburg               |                                        | 5-7 augustus              |                           |                           |
| 2      | 1998 | Colorado Springs       |                                        | 15-20 september           |                           |                           |
| 1      | 1994 | Hasselt                |                                        | 30 mei-5 juni             |                           |                           |

Baanwielrennen (1893-) · 
BMX (1986-) · 
granfondo (2011-) · 
gravelrace (2022-) · 
indoor wielrennen (1956-) · 
mountainbike (1990-) · 
mountainbike marathon (2003-) · 
para-cycling baanwielrennen (2006-) · 
para-cycling wegwielrennen (2006-) · 
trials (1987-1999) · 
urban cycling (2017-) · 
veldrijden (1950-) · 
wegwielrennen (1921-)